# Kwala Tanjung
Kwala Tanjung is een bestuurslaag in het regentschap Batu Bara van de provincie Noord-Sumatra, Indonesië. Kwala Tanjung telt 6000 inwoners (volkstelling 2010).